# ماسيفا

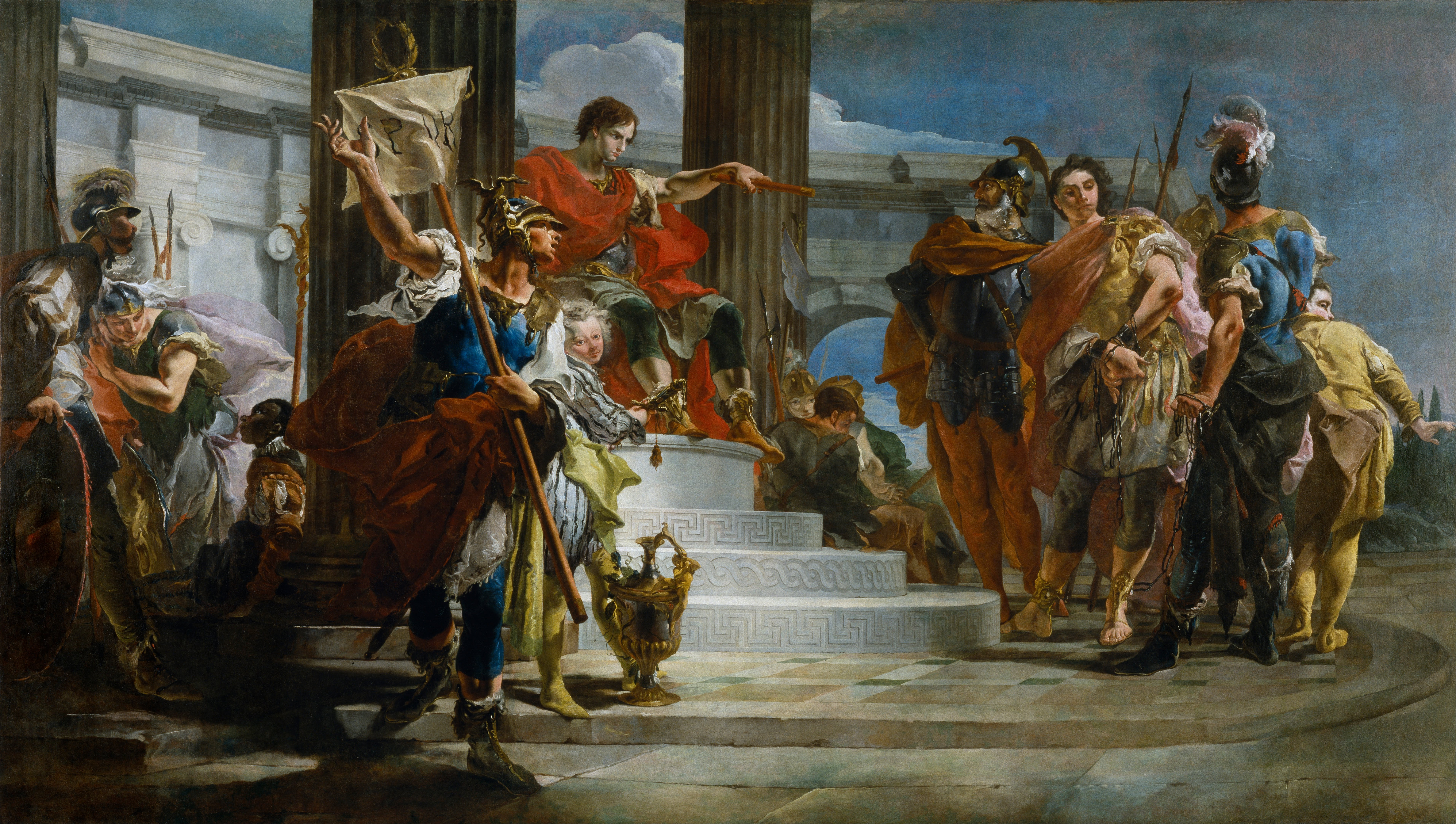
لوحة تمثل اعتقال الامير ماسيفا من طرف الرومان عام 209 قبل معرفة هويته

ماسيفا أو ماسيفا الثاني هو أمير نوميدي. وعدو للملك المقاوم يوغرطة. وهو ابن الأمير غولوسة أحد أبناء الاغليذ ماسينيسا.
ماسيفا هو ابن اخ ميكيبسا الأصغر  ، انه ابن الأمير غولوسة . وفقًا لـ سالوست ، فقد لجأ إلى روما بعد دخول الجيوش التي يقودها يوغرطة العاصمة النوميدية سيرتا ( انظر يوغرطة ) وقتل ابن عمه واخر المعارضين لحكم يوغرطة من داخل نسل الملك السابق مكيبسا عذربعل. تم إقناعه من قبل أحد القناصل وهو، سبوريوس ألبينوس، الذي اوكلت له مهمة تقسيم نوميديا ، ليطلب من مجلس الشيوخ في مملكة نوميديا مساعدته وانتخابه اغليذا  ،الا انه تم اغتياله في روما من قبل أتباع القائد العسكري بوميلكار بأمر من يوغرطة ، الذي أمره مجلس الشيوخ النوميد بعد ذلك بمغادرة إيطاليا. يلخص فلوروس الأمر بإيجاز: لقد حقق يوغرطة منافسة الإمبراطورية باغتياله ( يقصد ماسيفا )  دعى ديودور الصقلي ماسيفا بفضول «يوغرطة الثاني» ، ويوضح أن يوغرطة قد اغتاله لأن مطالبته بملكية نوميديا لقيت استحسانًا كبيرًا في روما وكادت تخسره الشرعية التي امتلكها. هناك نسخة مختلفة قليلاً رواها تيتوس ليفيوس تخص يوغرطة: لقد هرب سراً ( يقصد ان يوغرطة نفذ العملية بسرية تامة في عقر دار روما وهرب ) يقول النص الاتيني بالترجمة

## تاريخ
بسبب جريمة القتل التي ارتُكبت ضد أمير باسم ماسيفا ... هرب سراً، الأمر الذي أكده المؤرخ ابيان في كتابه لقد هرب بومليكار مع سيده يوغرطة .

## الخلط
هناك من يخلط اسم ماسيفا هذا مع الأمير ماسيفا الاول أو مع الاميرة ماسيفا بنت غايا [بحاجة لمصدر]